# 曾家岩嘉陵江大桥
曾家岩嘉陵江大桥位於重慶市渝中區和江北区之间的嘉陵江上，是一座承载了公路和重慶軌道交通10號線的公铁两用桥，于2020年12月31日启用公路部分运行，并于2023年1月18日启用铁路部分初期运营。

## 概要
曾家岩嘉陵江大桥北起江北区刘家台隧道，南至渝中區曾家岩隧道，连接了重慶軌道交通10號線北岸的鲤鱼池站和南岸的曾家岩站，线路全长5.63千米，大桥全长约0.55千米；大桥上层为双向六车道城市主干道，设计速度为50千米/小时，下层为重慶軌道交通10號線双向轨道，设计速度120千米/小时；项目估算总投资约34.6亿元人民币。大桥公路部分已于2020年12月31日启用，铁路部分及曾家岩站于2023年1月18日，随轨道交通10号线二期（鲤鱼池-后堡）启用初期运营。

## 大事记
- 2016年4月28日，大桥动工修建。
- 2019年5月3日0时，大桥合龙。[1]
- 2020年12月31日22时，公路部分正式通车运营。[2]
- 2023年1月9日，铁路部分及曾家岩站通过施工验收。
- 2023年1月18日14时，铁路部分及曾家岩站启用初期运营。[3]